# 카보우르역
카보우르역(이탈리아어: Cavour)은 로마 지하철 B선의 역이며, 1955년 2월 10일 영업을 시작했다. 로마 몬티 리오네의 카보우르 가에 위치해 있다. 산타 마리아 마조레 성당과 포리 임페리알리 가 중간 지점에 있다.

## 시설
이 역에는 다음과 같은 시설이 있다.
- 장애인 전용 승차시설
- 매표소
- 에스컬레이터
- 역 감시카메라

## 역 주변
- 황제 포룸
- 트라이아노 공원
- 트라야누스 시장
- 그릴로 광장
- 코크 광장, 반카 디탈리아 본사
- 로마 라 사피엔차 대학교 공학부
- 산 피에트로 인 빈콜리 성당
- 비미날레 언덕

### 거리와 광장
- 세르펜티 가 (Via dei Serpenti
- 보스케토 가 (Via del Boschetto)
- 파니스페르나 가 (Via Panisperna)
- 수부라 광장 (Piazza della Suburra)
- 살리타 데이 보르지아 (Salita dei Borgia)

### 교회
- 산 피에트로 인 빈콜리 성당
- 마돈나 데이 몬티 교회 - 마리아 데이 몬티 교회
- 산타 마리아 마조레 대성당
- 산 마르티노 아이 몬티 성당
- 산타 프라세데 대성당
- 산타 푸덴치아나 대성당